# 352-га фольксгренадерська дивізія (Третій Рейх)
352-га фольксгренадерська дивізія (Третій Рейх) (нім. 352. Volksgrenadier-Division) — піхотна дивізія народного ополчення (фольксгренадери), що входила до складу Вермахту на останньому етапі Другої світової війни.

## Історія
352-га фольксгренадерська дивізія сформована 21 вересня 1944 року, як правонаступниця 352-ї піхотної дивізії, що була розгромлена союзниками в ході висадки в Нормандії, у Фленсбурзі (Шлезвіг-Гольштейн). Частина формувалась за рахунок решток дивізії та 581-ї фольксгренадерської дивізії, що не завершила формування до кінця. 
Дивізія брала участь в операції «Вахт ам Райн», надалі відступала на схід, жорстко билась під Тріром та на річці Мозель до середини березня. У квітні через важкі втрати розпалась на невеличкі бойові групи та капітулювала у середині квітня під Дармштадтом.

## Райони бойових дій
- Німеччина (Шлезвіг-Гольштейн) (вересень — листопад 1944)
- Західна Німеччина, Бельгія (листопад 1944 — квітень 1945)

## Командування

### Командири
- Генерал-майор Ебергард фон Шукманн (нім. Eberhard von Schuckmann) (21 вересня — 6 жовтня 1944)
- Генерал-майор Ерік-Отто Шмідт (нім. Eric-Otto Schmidt) (6 жовтня — 23 грудня 1944)
- Генерал-майор Ріхард Бацінг (нім. Richard Bazing) (23 грудня 1944 — 21 лютого 1945)
- Генерал-майор резерву Рудольф фон Оппен (нім. Rudolf von Oppen) (21 лютого — 14 квітня 1945)

### Підпорядкованість
| Час      | Корпус           | Армія      | Група армій (округ) | Штаб         |
| -------- | ---------------- | ---------- | ------------------- | ------------ |
| 1944     |                  |            |                     |              |
| жовтень  |                  |            |                     | Фленсбург    |
| грудень  |                  | 7-ма армія | Група армій «B»     | Ардени       |
| 1945     |                  |            |                     |              |
| січень   | LXXXV-й ак       | 7-ма армія | Група армій «B»     | Ардени       |
| лютий    | LIII-й ак        | 7-ма армія | Група армій «B»     | Трір, Мозель |
| березень | XIII-й корпус СС | 7-ма армія | Група армій «B»     | Трір, Мозель |
| квітень  |                  |            | Група армій «G»     | Дармштадт    |

## Склад
| 1944                                     | 1945                       |
| ---------------------------------------- | -------------------------- |
| 914-й гренадерський полк                 |                            |
| 915-й гренадерський полк                 |                            |
| 916-й гренадерський полк                 |                            |
| 352-й артилерійський полк                |                            |
| —                                        | 352-й фузілерний батальйон |
| 352-й протитанковий дивізіон             | 352-й протитанкова рота    |
| 352-й інженерний батальйон               |                            |
| 352-й запасний батальйон                 |                            |
| 352-й загін зв'язку                      | 352-га рота зв'язку        |
| 352-ге дивізійне управління забезпечення |                            |

## Воєнні злочини
Військовослужбовці 352-ї фольксгренадерської дивізії винні щонайменше у скоєнні одного воєнного злочину: вбивство 16 грудня 1944 року двох цивільних осіб у люксембурзькій комуні Тандель під час наступу в Арденнах.